# Chuck Klosterman
Chuck Klosterman (né le 5 juin 1972 à Breckenridge, Minnesota) est un critique rock et écrivain américain. Il a notamment travaillé pour Spin. Ses livres traitent de la « métaphysique du trentenaire » et de la culture « pop ».
Il est aussi auteur pour le site Grantland.

## Publications
- Fargo Rock City: A Heavy Metal Odyssey in Rural North Dakota (2001)
- Je, la mort et le rock'n'roll, Une histoire vraie à 85 % (Killing yourself to live, 85 % of a true story, 2005)
- Sexe, Drogues et Pop Corn (Sex, Drugs and Cocoa Puffs, 2007)
- Chuck Klosterman IV: A Decade of Curious People and Dangerous Ideas (2006)
- Downtown Owl: A Novel (2008)
- Eating the Dinosaur (2009)
- The Visible Man: A Novel (2011)
- I Wear the Black Hat: Grappling with Villains (Real and Imagined) (2013)
- But What If We're Wrong? Thinking About the Present As If It Were the Past (2016)
- Chuck Klosterman X: A Highly Specific, Defiantly Incomplete History of the Early 21st Century (2017)
- Raised in Captivity (2019)